# رأس الجرف
رأس الجرف هو رأس بالجنوب التونسي قبالة جزيرة جربة، وينطلق بالقرب منه البطاح (العبّارة) الذي يربط بين البر والجزيرة.
| رأس الجرف |